# Талалакин, Андрей Иванович
Андре́й Ива́нович Талала́кин (5 марта 1938 — 17 апреля 2000) — Герой Российской Федерации (1993), заслуженный лётчик-испытатель СССР (1984).

## Биография
Родился 5 марта 1938 года в Москве. Отец - мастер авиазавода, начавшего свою деятельность еще в 1910г на заводе Лебедева в Петербурге. В годы ВОВ вся семья была эвакуирована вместе с заводом в г.Омск, вернулись в Москву в конце войны. Сестра - Ольга.
В 1955 году окончил 10 классов школы. В 1955—1957 годах работал слесарем на авиационном заводе № 30 в Москве.
В 1963 году окончил Московский авиационный институт, одновременно учился в аэроклубе при институте. В 1964 году окончил Центральную объединённую лётно-техническую школу ДОСААФ в Саранске, оставлен в ней лётчиком-инструктором.
В 1967—1968 годах командовал лётным отрядом Центрального аэроклуба имени В. П. Чкалова в Тушино. В 1969 году окончил Школу лётчиков-испытателей.
В 1969—1996 годах — лётчик-испытатель в ОКБ А. Н. Туполева. 15 апреля 1988 года в качестве второго пилота участвовал в первом вылете, а затем в дальнейших испытаниях первого в мире самолёта на криогенном топливе Ту-155. 2 января 1989 года поднял в небо и затем провёл испытания пассажирского самолёта Ту-204. Принимал участие в испытаниях бомбардировщиков Ту-22М, Ту-95МС и Ту-160, противолодочного самолёта Ту-142, пассажирских реактивных самолётов Ту-124, Ту-134 и Ту-154, а также их модификаций. 6 марта 1987 года катапультировался из аварийного сверхзвукового стратегического бомбардировщика Ту-160.
Указом Президента России от 7 сентября 1993 года за «мужество и героизм, проявленные при испытании новой авиационной техники» лётчик-испытатель Андрей Иванович Талалакин был удостоен звания Героя Российской Федерации с вручением медали «Золотая Звезда».
Жил в Москве. Уйдя с лётной работы, продолжал работать в ОКБ имени А. Н. Туполева ведущим инженером по лётным испытаниям. Умер 17 апреля 2000 года. Похоронен на Преображенском кладбище в Москве.

## Награды и звания
- Герой Российской Федерации (7.09.1993)
- Орден Трудового Красного Знамени (12.08.1982)
- Заслуженный лётчик-испытатель СССР (12.08.1982)
- медали

## Интересные факты
Талалакин упоминается в романе "Крутой герой", автор которого,Алексей Свиридов, также работал в КБ Туполева.